# Fernando Tambroni
Fernando Tambroni Armaroli (Ascoli Piceno, 25 novembre 1901 – Roma, 18 febbraio 1963) è stato un politico italiano.
È stato il 7º Presidente del Consiglio dei ministri della Repubblica Italiana.

## Biografia

### Giovinezza ed esordi in politica
Trasferitosi sin da giovanissimo con la famiglia a Urbisaglia, nella zona di origine della propria famiglia (Matelica, dove tuttora c'è la tomba di famiglia), si dedicò alla professione di avvocato. All'età di vent'anni fu esponente locale di spicco del Partito Popolare Italiano, e ricoprì l'incarico nazionale di vicepresidente della FUCI. A ventiquattro anni fu eletto segretario provinciale di Ancona del PPI. Dopo l'instaurazione del regime fascista nel 1926, con la messa al bando del PPI, subì un fermo di polizia per antifascismo. 
Dedicatosi all'avvocatura, nel 1932 chiese e ottenne l'iscrizione al Partito Nazionale Fascista e allo scoppio della seconda guerra mondiale fu arruolato nella Milizia contraerea ad Ancona.
Nel convulso triennio 1943-1945 fu tra gli organizzatori della Democrazia Cristiana nelle Marche, senza però partecipare in prima persona alla Resistenza partigiana.
Dopo la Liberazione, alle elezioni politiche del 1946 fu eletto deputato della DC all'Assemblea Costituente e quindi deputato alla Camera alle elezioni politiche del 1948.

### Ministro dell'Interno
Tambroni ricoprì l'incarico di sottosegretario della marina mercantile (1950-1953). Quell'anno fu rieletto alla Camera e fu promosso ministro in quel dicastero. 
Quindi tenne la guida del Viminale dal 1955 (anno in cui utilizzò il metodo Cesare Mori per catturare il boss della 'Ndrangheta Salvatore Castagna, che in una sola giornata aveva ucciso cinque suoi compaesani, inviando il questore di Trieste Carmelo Marzano) al 1959, nel primo governo Segni, nel governo Zoli e nel primo governo Fanfani: da ministro dell'interno si dimostrò molto determinato e meticoloso, ma anche grintoso e spregiudicato, attirandosi voci a proposito di una presunta gestione disinvolta di dossier riservati.
In realtà, accadde che tra i dossier riservati che l'Ufficio affari riservati del suo ministero aveva confezionati, Tambroni notò anche il proprio, probabilmente commissionato dal suo predecessore e relativo alla sua relazione extraconiugale con l'attrice Sylva Koscina. Qualche tempo dopo, Mario Scelba fu indotto a desistere dal suo proposito scissionista di formare un nuovo partito di ispirazione cattolica, alternativo alla Democrazia Cristiana, dalla pubblicazione sui giornali scandalistici di una foto che lo ritraeva in compagnia di una donna.

### Presidente del Consiglio
Era stato rieletto nel 1958 deputato e agli inizi del 1959 passò alla guida del ministero del Bilancio e del Tesoro nel governo Segni II.
Il 26 marzo 1960 Tambroni, che si era messo in luce al VII congresso della DC del 1959 con un discorso "aperturista" nei confronti del centrosinistra, ricevette l'incarico di formare un governo per sostituire quello dimissionario guidato da Antonio Segni. L'obiettivo politico era quello di superare l'emergenza, attraverso un "governo provvisorio", in grado di consentire lo svolgimento della XVII Olimpiade a Roma indetta in agosto e di approvare il bilancio dello Stato entro il 31 ottobre, come previsto dalle leggi in materia di contabilità di Stato vigenti all'epoca. L'8 aprile, il governo monocolore democristiano formato da Tambroni ottenne la fiducia della Camera, con una maggioranza di soli tre voti (300 favorevoli e 297 contrari) e il determinante appoggio dei missini. La circostanza causò le dimissioni irrevocabili e immediate dei tre ministri appartenenti alla sinistra democristiana: Bo, Pastore e Sullo. L'11 aprile, dietro esplicito invito del proprio partito, il governo rassegnò le dimissioni e il presidente Giovanni Gronchi assegnò l'incarico ad Amintore Fanfani. Questi, tuttavia, dovette rinunciare, e Gronchi, anziché cercare una soluzione diversa, invitò Tambroni a presentarsi al Senato per completare la procedura del voto di fiducia. Il 29 aprile, sempre con l'appoggio decisivo di monarchici e dei missini (128 favorevoli e 110 contrari), il governo Tambroni ottenne la fiducia del Senato.
Alcuni storici vedono in questa fiducia data dal Movimento Sociale una convergenza di interessi fra Tambroni e l'allora segretario missino Arturo Michelini. Il primo, alla ricerca dell'appoggio del centro-sinistra rappresentato da PSI e PSDI, desiderava trattare da una posizione di forza assicuratagli da una sicura governabilità garantita dai voti dei missini. Di contro Michelini desiderava far entrare il proprio partito all'interno del gioco parlamentare, sfuggendo al mutuo accordo non scritto tra tutte le forze politiche presenti in parlamento (DC e PCI per primi) secondo cui al Movimento Sociale, partito d'ispirazione neo-fascista (e quindi, di dubbia legalità costituzionale), sarebbe stata garantita rappresentanza parlamentare ma ci si sarebbe assicurati di lasciarlo fuori dalle dinamiche parlamentari e dai governi, cosa che avverrà fino al 1994, con lo "sdoganamento" attuato da Berlusconi, e la successiva vittoria elettorale unitamente a Forza Italia e Lega alle elezioni del successivo 27 marzo, cui seguì la cosiddetta svolta di Fiuggi dove, abbandonando i riferimenti ideologici al fascismo per qualificarsi come forza politica legittimata a governare, gran parte dei missini confluiranno in Alleanza Nazionale.
Una volta entrato nel pieno delle funzioni, il nuovo governo adottò una serie di provvedimenti, tra i cui la diminuzione del prezzo dello zucchero e della benzina, che furono interpretati da una parte dell'opposizione come dettati da scelte demagogiche. In quelle settimane fu fondato a Roma un quotidiano, Telesera, diretto dal socialista Ugo Zatterin, ma apertamente filogovernativo.
La decisione presa nel maggio 1960 dal Movimento Sociale Italiano di convocare il suo sesto congresso il 2 luglio a Genova, città decorata con la Medaglia d'oro della Resistenza da cui era partita l'insurrezione del 25 aprile, fornì l'occasione ai partiti di sinistra di scendere in piazza al fine di mettere in difficoltà il governo Tambroni. La protesta si fece sentire sempre più forte. Tambroni scelse la linea dura, originando i noti fatti di Genova del 30 giugno 1960, che si estesero rapidamente al resto del paese. Alla fine non ci fu altra scelta per Tambroni che sospendere il congresso del MSI, che il partito annullò definitivamente e il 5 votò contro il bilancio presentato dal governo, che perse la maggioranza.
Continuarono manifestazioni nel paese, e il 7 luglio a Reggio Emilia furono uccisi cinque manifestanti dalle forze dell'ordine. L'8 la DC decise di cercare una nuova maggioranza. Tambroni temporeggiò fino al 19 luglio dichiarando di essere in attesa di un accordo tra i partiti per un nuovo governo, e quindi si dimise: gli successe il 26 luglio Amintore Fanfani con un monocolore DC, sostenuto esternamente da PSDI, PLI e PRI.

### Ultimi anni e morte
Tambroni non entrò a far parte di altri governi e non ebbe più incarichi politici di rilievo, e non fu nemmeno rieletto nel 1962 nel consiglio nazionale del partito.
Morì meno di tre anni più tardi per un arresto cardiaco, all'età di 61 anni. Pochi giorni prima il segretario della DC, Aldo Moro, gli aveva comunicato la decisione del partito di non ricandidarlo alla Camera nelle imminenti elezioni politiche.